# 鹿島灘海浜公園
鹿島灘海浜公園（かしまなだかいひんこうえん）は茨城県鉾田市にある海浜公園である

## 概要
鹿島灘（大竹海岸）に面した海浜公園である。国道51号沿いにあるため、休憩所としても利用されている。
休憩棟では、地元の農産品や鹿島灘ハマグリなどの販売も行われており、軽食コーナーもある。歩行者用木道橋「ボードウォーク」からは松林や鹿島灘を望むことができる。

## 施設
- 管理棟
- 休憩棟
- トイレ
- ボードウォーク
- 展望デッキ
- 芝生広場
- ピクニック広場

## 周辺
- 大竹海岸鉾田海水浴場